# Yasuko Tajima
Yasuko Tajima (Japón, 8 de mayo de 1981) es una nadadora  retirada especializada en pruebas de cuatro estilos, donde consiguió ser subcampeona olímpica en 2000 en los 400 metros estilos.

## Carrera deportiva
En los Juegos Olímpicos de Sídney 2000 ganó la medalla de plata en los 400 metros estilos, con un tiempo de 4:35.96 segundos que fue récord nacional japonés, tras la ucraniana Yana Klochkova que batió el récord del mundo con 4:33.59 segundos, y por delante de la rumana Beatrice Căslaru.